# Національна сонячна обсерваторія
Національна сонячна обсерваторія (англ. The National Solar Observatory, NSO) — це науково-дослідний центр Сполучених Штатів, що фінансується федеральним бюджетом і покликаний поглибити знання про фізику Сонця. NSO вивчає Сонце і як астрономічний об'єкт, і як домінуючий зовнішній вплив на Землю.
Штаб-квартира NSO розташована в Боулдері та управляє низкою об’єктів в кількох місцях — на 4-метровому сонячному телескопі Данієля Іноуї в обсерваторії Халеакала на острові Мауї, на піку Сакраменто біля Санспота в Нью-Мексико та шести об’єктах по всьому світу для Global Oscillations Network Group, одна з яких спільно з Synoptic Optical Long-term Investigations of the Sun.
NSO надає свої спостереження науковому співтовариству. Вона керує обладнанням, розробляє передові прилади як власними силами, так і через партнерство, проводить дослідження сонячної енергії та здійснює освітню та громадську роботу.
Штаб-квартира Національної сонячної обсерваторії розташована на території кампуса університета Колорадо в Боулдері. У нього також є співробітники на Мауї та Сакраменто Пік.

## Історія
Обсерваторія Сакраменто-Пік були запропонована Дональдом Мензелем з обсерваторії Гарвардського коледжу в 1947 році, коли ВПС США замовили обстеження місця для відповідного об’єкта, який би вивчав вищі області атмосфери Землі. Місце біля полігону White Sands Proving Ground було вибрано в 1948 році. Перше обладнання, яке використовувалося Гарвардською обсерваторією, було встановлено в 1949 році, 6-дюймову (15 см) камеру протуберанеців та патрульну камеру спалахів, встановлену в Grain Bin Dome.
Слідом за цими інструментами з’явилася сонячна установка Еванса, або Великий купол, де розташовувалися 16-дюймовий (41 см) коронограф і спектрограф. У 1963 році Hilltop Dome був побудований для розміщення додаткових інструментів.
Об’єкти Sacramento Peak розташовані в Санспот, Нью-Мексико. Назва місця була обрана покійним Джеймсом К. Садлером (1920–2005), всесвітньо відомим метеорологом і професором Гавайського університету, який раніше служив у ВПС США на початку створення обсерваторії.
Для сонячного затемнення 21 серпня 2017 року NSO залучила до співпраці різні групи в експерименті Citizen CATE (Continental-America Telescopic Eclipse), щоб встановити понад 60 ідентичних телескопів уздовж траєкторії затемнення і отримати 90 безперервних зображень, 10 секунд внутрішньої корони Сонця. Це мало забезпечити більш чітке розуміння сонячних шлейфів та інших перехідних явищ.

## Виноски
1. 1 2  Leverington, David (2013). Encyclopedia of the History of Astronomy and Astrophysics. Cambridge: Cambridge University Press. с. 287. ISBN 978-0-521-89994-9.
2. ↑  Zirker, J. B. (1998). The Sacramento Peak Observatory. Solar Physics. № 182. с. 1—19.
3. ↑  Klotz, Irene. Citizen scientists will take to the field for U.S. eclipse. U.S. (амер.). Процитовано 6 липня 2018.